# Otrębusy
Otrębusy [ɔtrɛmˈbusɨ] là một ngôi làng ở Ba Lan, ở Masovian Voivodship, ở phía tây Warsaw ở Gmina Brwinów, Ba Lan.

## Lịch sử
Sự đề cập đầu tiên về Otrębusy đến từ Księgi Błońskie Ziemskie từ năm 1525 và năm 1534. Tên gọi trong tiếng Latin đã được sử dụng sau đó là Otrambusche. tTheo một nguồn khác là Spis parafii województwa mazowieckiego (chỉ số giáo xứ của  Masovian voovodship) từ nửa đầu thế kỷ XVI.
Năm 1948, trong Nhóm nhạc dân ca và nhảy dân gian Karolin 'Mazowsze' được thành lập.
Năm 1970, chính quyền và người dân nơi đây đã bắt đầu có những nỗ lực thành lập một giáo xứ. Tuy nhiên, giáo xứ Đức Mẹ St. Mary đã được thành lập vào năm 1985.
Hiện tại có hơn 2000 cư dân đang sinh sống tại Otrębusy.

## Giao thông
- đường voivodship 719 - nằm cách khoảng 22 km về phía trung tâm Warsaw
- Đường sắt ngoại ô Warsaw - khoảng 38 phút đến Nhà ga Warszawa ródmieście WKD

## Du lịch
- Công viên và cung điện Karolin - bảo tàng và trụ sở của Nhóm nhạc dân ca và nhảy dân gian'Mazowsze'
- Công viên và cung điện Toeplitzówka [tɛpliˈt͡sufka] - nơi sinh của Krzysztof Teodor Toeplitz
- Di tích tự nhiên - danh sách bằng tiếng Ba Lan
- Tượng đài Svetovid tại trạm WKD
- Bảo tàng Kỹ thuật và Cơ giới hóa
- Bảo tàng nghệ thuật dân gian